# 高久村
高久村（たかくむら）は福島県南東部、石城郡に属していた村。現在のいわき市中央部（平地区）、太平洋に面した、おおむね滑津川河口域にあたる。なお現在、旧村域に属する大字は平を冠する。また、平上高久は旧・飯野村に属する。

## 地理
- 河川：滑津川

## 歴史
- 1889年（明治22年）4月1日 - 町村制の施行により、下高久村、上山口村、下山口村、神谷作村が合併して磐前郡高久村が発足。
- 1896年（明治29年）4月1日 - 所属郡が石城郡に変更。
- 1954年（昭和29年）10月1日 - 平市に編入。同日高久村廃止。
- 1966年（昭和41年）10月1日 - 平市が常磐市・磐城市・内郷市・勿来市、石城郡小川町・遠野町・四倉町・川前村・田人村・好間村・三和村、双葉郡久之浜町・大久村と合併していわき市が発足。